# Hans Recknagel
Hans Recknagel (* 8. Mai 1938 in Altdorf bei Nürnberg; † 18. November 2010) war ein deutscher Lehrer und Heimatforscher sowie ehrenamtlicher Stadtarchivar von Altdorf.

## Leben
Hans Recknagel besuchte die Oberrealschule in Fürth und studierte anschließend von 1957 bis 1963 an der Friedrich-Alexander-Universität in Erlangen Germanistik und Theaterwissenschaften. Nach seinem Studium arbeitete er als Dramaturg an den Städtischen Bühnen Nürnberg-Fürth und war daneben von 1964 bis 1968 als freier Mitarbeiter beim Studio Nürnberg des Bayerischen Rundfunks tätig. Er trat dann in den bayerischen Schuldienst ein und unterrichtete am Wolfram-von-Eschenbach-Gymnasium in Schwabach, später in Hilpoltstein und schließlich am Leibniz-Gymnasium in Altdorf. Von 1976 bis 1987 war er Mitarbeiter im Arbeitskreis Ethik am Staatsinstitut für Schulpädagogik in München und in der Regionalen Lehrerfortbildung tätig.
In Nachfolge von Konrad Lengenfelder übernahm Recknagel 1991 die ehrenamtliche Leitung des Stadtarchivs Altdorf und engagierte sich fortan insbesondere für den Ausbau des Archivs und die Erweiterung des Archivbestandes. Recknagel betrieb heimatkundliche Forschungen in der Region, publizierte darüber in Büchern, Zeitschriften und Regionalzeitungen und hielt zahlreiche Vorträge. Von ihm stammen mehrere Werke zur Altdorfer Stadtgeschichte. Auch nach der Niederlegung seines Archivaramtes im Jahr 2000 blieb er weiterhin in der Heimatforschung aktiv.
Recknagel galt als Kenner der Geschichte der ehemaligen Universität Altdorf und war Gründervater und Betreuer des Altdorfer Universitäts-Museums, für das er unter anderem das Konzept für Aufbau und Gliederung entwickelte, Ausstellungsexponate beschaffte und vorbereitete, eine Spendenaktion zur Finanzierung des Museums ins Leben rief und später zahlreiche Sonderausstellungen initiierte. Darüber hinaus war er Initiator und Mitbegründer des Leibniz-Fördervereins, der Freunde des Leibniz-Gymnasiums und der Altdorfer Altstadtfreunde.

## Ehrungen
- 1999: Bundesverdienstkreuz (in Anerkennung seiner Verdienste und seines Engagements für die Kultur und Geschichte der Stadt Altdorf)
- 1. Mai 2001 Pegnesischer Blumenorden[2]

## Publikationen (Auswahl)
- Häuserchronik der Altdorfer Altstadt. Hrsg.: Altnürnberger Landschaft e. V., Arbeitsgemeinschaft für Geschichte und Heimatforschung im Nürnberger Land, Altnürnberger Landschaft, Neuhaus 2009 (= Schriftenreihe der Altnürnberger Landschaft e. V., Bd. 51), ISBN 978-3-00-027611-8. (Mit: Erika Recknagel; bearbeitet und ergänzt nach einem Manuskript von: Fritz Tischer)
- Geschichten und Geschichte. Historische Skizzen von Altdorf und Nürnberg. Hessel Verlag, Feucht 2001, ISBN 3-9807345-2-8.
- Führer durch Altdorf und das Altdorfer Land. 2. Aufl., Hessel Verlag, Feucht 2001, ISBN 3-9807345-1-X. (Mit: Erika Recknagel)
- Altdorf und das Altdorfer Land. 1. Aufl., Sutton-Verlag, Erfurt 1999 (= Die Reihe Archivbilder), ISBN 3-89702-163-3. (Mit: Erika Recknagel)
- Die Nürnbergische Universität Altdorf und ihre großen Gelehrten. 1. Aufl., Eigenverlag, Altdorf 1998, ISBN 3-00-003737-3.
- Die Nürnbergische Universität Altdorf. Hrsg.: Archiv der Stadt Altdorf bei Nürnberg, Archiv der Stadt, Altdorf bei Nürnberg 1993.